# En resa i midnattssolens land
En resa i midnattssolens land är en svensk stumfilm från 1908.
Filmen skildrar en resa sommartid på rutten Jörn, Polcirkeln, Gällivare och Abisko. Den premiärvisades 22 oktober 1908 på Kristianstads biografteater och finns till stora delar bevarad i Sveriges Televisions arkiv.